# Bolsoje Bolgyinó-i járás

A Bolsoje Bolgyinó-i járás a Nyizsnyij Novgorod-i területen

A Bolsoje Bolgyinó-i járás (oroszul Большеболдинский район) Oroszország egyik járása a Nyizsnyij Novgorod-i területen. Székhelye Bolsoje Bolgyino.

## Népesség
- 1989-ben 14 156 lakosa volt.
- 2002-ben 13 035 lakosa volt.
- 2010-ben 12 035 lakosa volt, melynek 86,7%-a orosz, 9,9%-a mordvin.